# 台湾花布

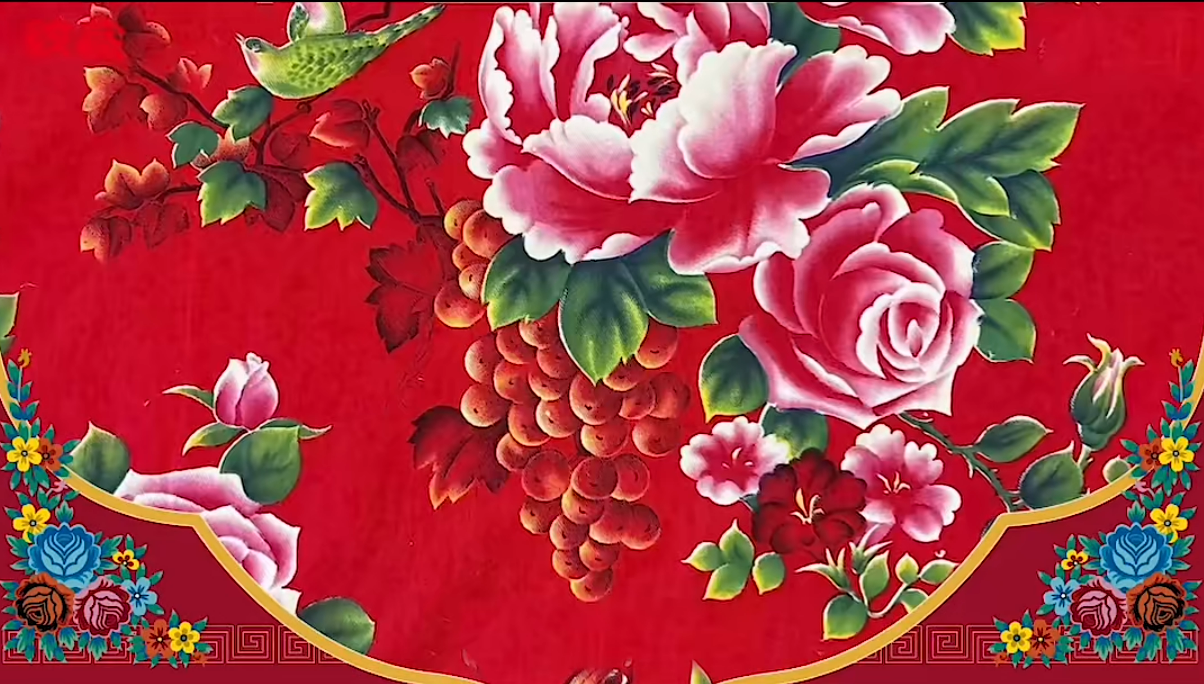
牡丹・葡萄・薔薇（最も生産された柄）

台湾花布（タイワンファーブー、繁体字中国語: 台灣花布）とは、台湾の伝統的な模様が描かれた綿製の布のことで、台湾原住民や中国、日本、オランダ由来の要素が融合している。「客家花布」「印花布」「被單布」「花仔布」とも。台湾で最も頻繁に使用される布の1つであり、主にテーブルクロス、カーテン、鞄、包装、キルト、衣類などに使用されている。
日本統治時代に作られ、台湾総督府によって台湾花布の商品化が推し進められた。台湾のみならず、日本本土や満洲国にも輸出・消費された。台湾が中華民国の領土になった後は欧米向けの生産にシフトした。また民国政府による「中国化」政策により、図案も中華風の様式が主流となった。現在台湾花布として知られる柄は、この時期に誕生したものが多い。1970年代以降に台湾人の嗜好の変化したことや、1980年代に台湾民主化を経たことでアーティスト側が中華風・清代のデザインから離れ新しいデザインを取り入れようとしたことなどを背景に、現在中華風のデザインの人気は下火となっている。その一方で、台湾花布を生産する企業には、唐代・宋代・明代のデザインを取り入れることで、新しい中華風デザインを生み出そうとする動きも見られる。

## 呼称
漢字表記が多く、「印花布」「被單布」「花仔布」と書いても正しい。
台湾で最も一般的に使われている呼称は「客家花布」である。主に客家人が使用し、客家文化に深く根ざしているため、台湾式の客家文化を象徴する要素となっている。しかし、閩南人や台湾原住民・外省人も同じ種類の布を広く使用しており、台湾全体で広く知られている。また、「客家花布」という名前が「客家人だけの文化」という誤解を招く可能性が高いため、「台湾花布」を本ページのタイトルにした。
客家人が主に使用する布は、コバルトブルーやネイビー、青玉色、ミッドナイトブルーといった「青系統の単色」であるのに対し、ほかの台湾花布は「柄」を中心にデザインされている。

## 歴史

### 日本統治時代
台湾花布は日本統治時代に初めて登場した。台湾は古くから中国や日本、琉球、東南アジアの文化が交わる立地にあり、各地から工芸品が伝わっていた。台湾総督府はこの事実に着目し、台湾に存在する工芸品に描かれた美しい模様を商品化することを考えた。
当時、日本の織物産業は労働力や新しいデザインを緊急に必要としていたため、台湾総督府は台湾で「台湾花布」という布を大量生産していた。台湾花布の柄や模様は日本の影響を強く受けており、台湾人自身が使用するだけでなく、日本本土や満洲国にも輸出されていた。以前は「布荘（ブーズアン）」という小型の工場で布を生産していたが、日本の統治下で劇的に近代化・工業化され、和服や洋服の作り方も取り入れられ、「綿」を原材料として使用することで進化を遂げた。明治期から昭和前期にかけて、日本本土で培われた技術は台湾にも浸透し、布荘も近代的な織物工場へと変化した。
1945年、日本がアメリカに降伏し、台湾は中華民国の領土となった。1950年代から1960年代にかけて、中華民国政府は台湾の織物産業の強みを活かし、欧米向けに台湾花布を大量生産していた。しかし、中華民国の「中国化」政策の影響により、台湾花布の柄は次第に中華風、とくに清朝や中華民国の様式が主流となり、ほかの柄は大幅に減少した。現在よく知られている台湾花布の柄はこの時期に誕生したものが多い。中華風の台湾花布は、朱色または水色の生地に、牡丹や龍・鳳凰・蓮の花・八宝などの模様が描かれている。

### 中華民国統治時代
- 1970年代以降、台湾花布はその生産量の多さ、価格の安さ、派手過ぎる柄などの理由から、台湾人に「安物」と見なされるようになった。多くの台湾人は台湾花布を「俗っぽい」「見にくい」と批判し、その結果、生産量も大幅に減少した。
- 1980年代に入り、『戒厳令』の解除や台湾民主化を経て、台湾のアーティストたちは台湾花布を再び創造しようと試していた。かれらは現代社会の流行デザインを取り入れ、台湾花布を現代風にアレンジした新商品を開発していた[5]。
- 2000年代以降、とくに台湾客家人は台湾花布を巧みに活用し、「台湾客家人ならではの工芸品」としてアピールしていた。この活動の影響により、台湾花布の生産量は急速に回復していた。
- 2010年代から2020年代にかけて、「台湾本土化運動」や「文青設計風格（文学青年のデザイン様式）」が広がり、台湾に存在する様々なものを再開発する運動が盛んになっている。

今の台湾では、アーティストたちの大規模な宣伝活動に伴い、台湾花布は以前の洋風・和風・台湾原住民の模様を多く取り入れる傾向が強まり、本来の中華風デザインの人気は下火になっている。そして、中華風の模様自体も変化を遂げており、以前の派手で俗っぽい雰囲気を払拭するために、台湾花布を生産する企業は「国立故宮博物院」に所蔵されている唐代・宋代・明代の模様を積極的に取り入れ、より壮厳で優雅的な中華風を表現している。
こうして台湾花布は、数百種類の柄を自由に組み合わせることができ、デザイナーはこれらを活用して簡単に「台湾風の雰囲気」を作り出せるようになった。

## 台湾花布の模様の例

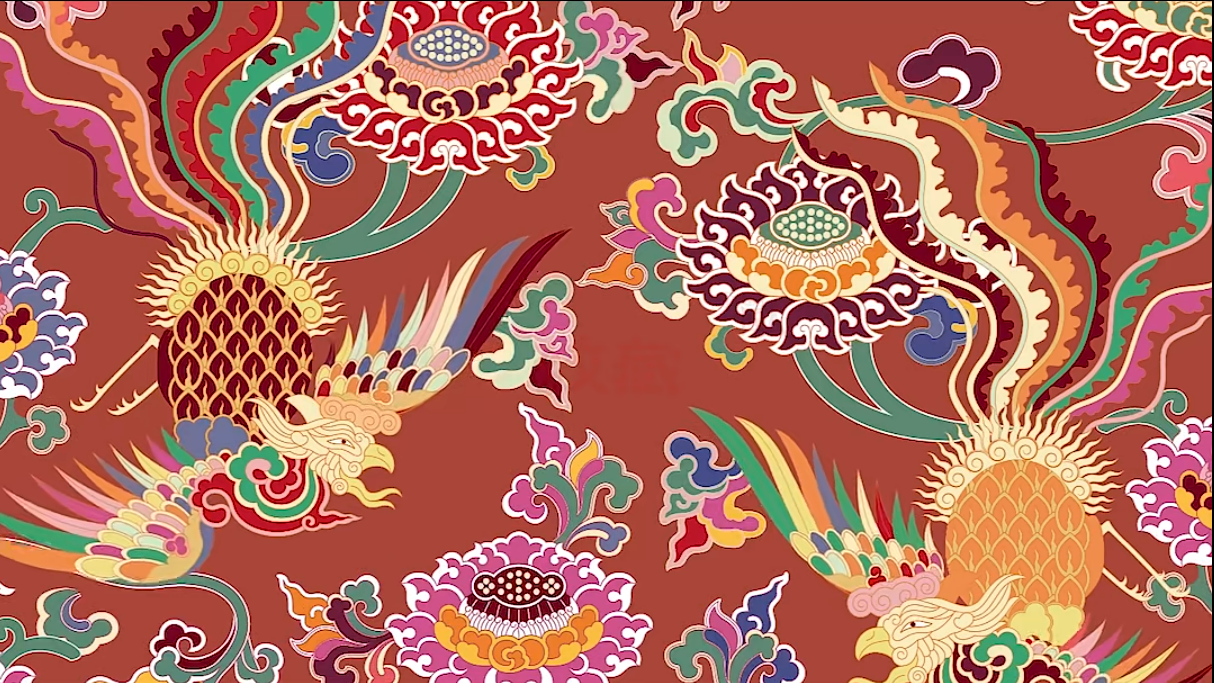
鳳・蓮
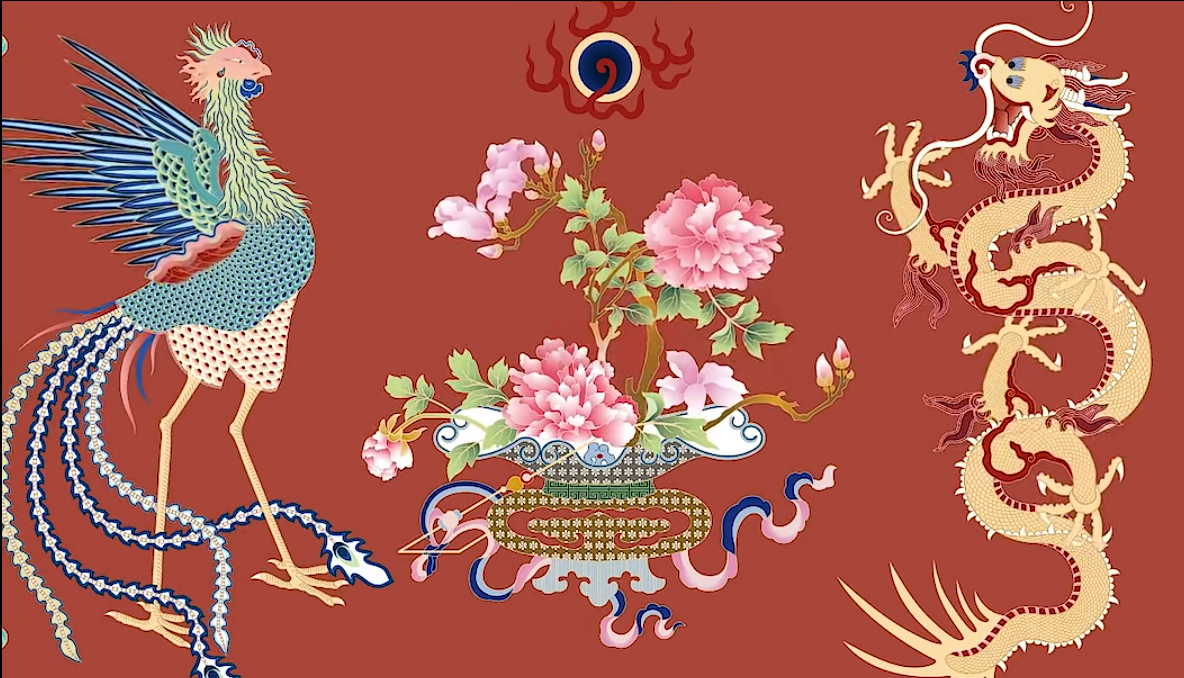
龍・鳳・花盆
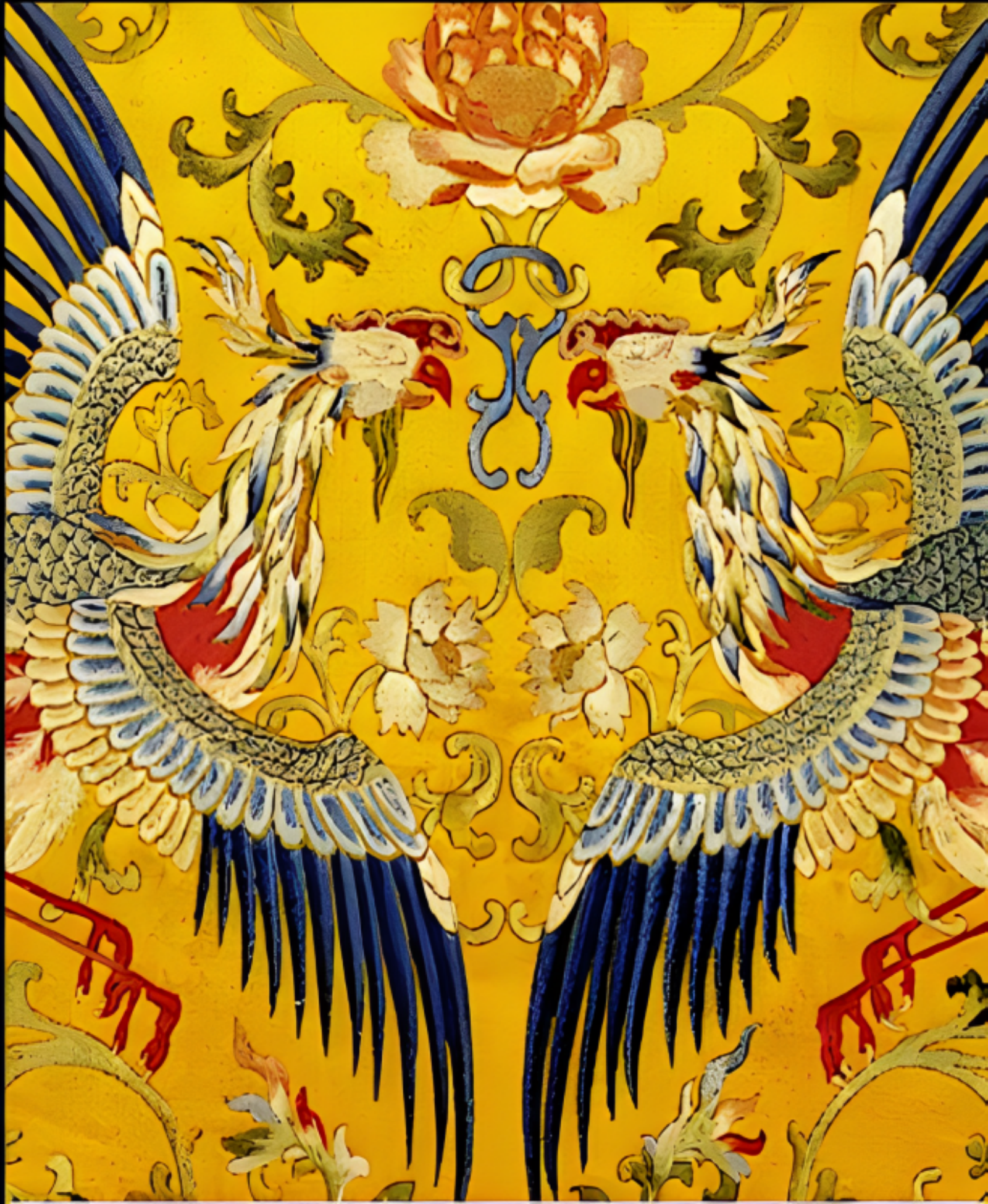
双鳳
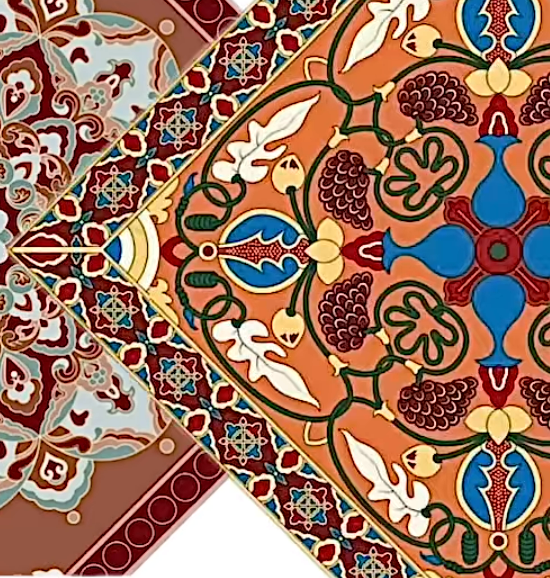
宝相花紋と葡萄
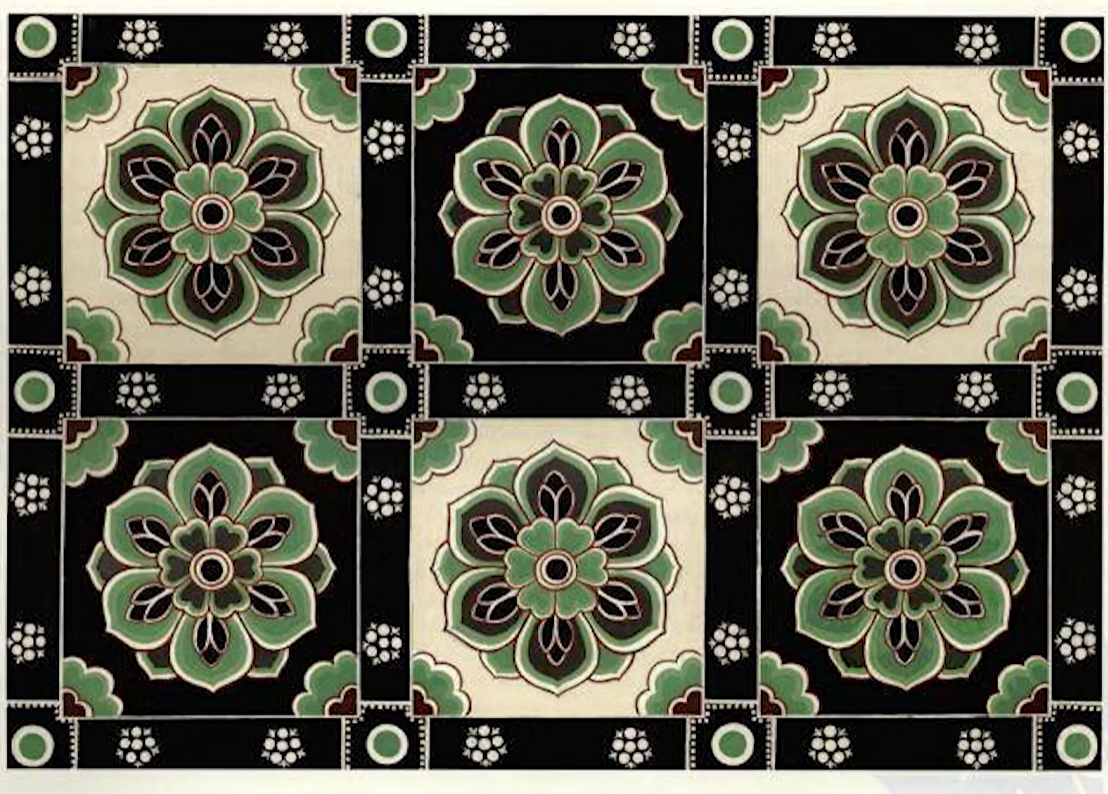
黑緑の蓮
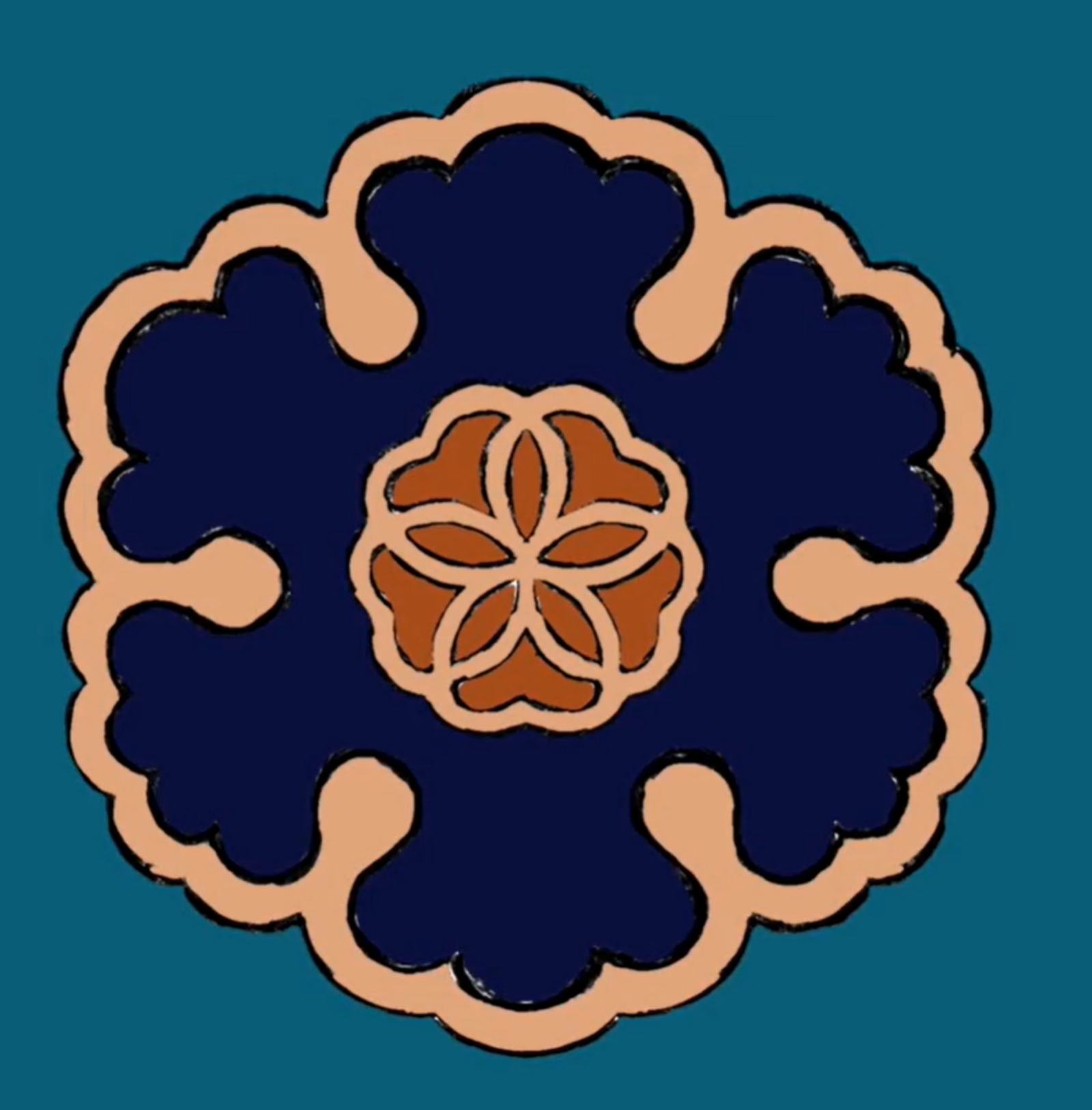
梅と雪輪
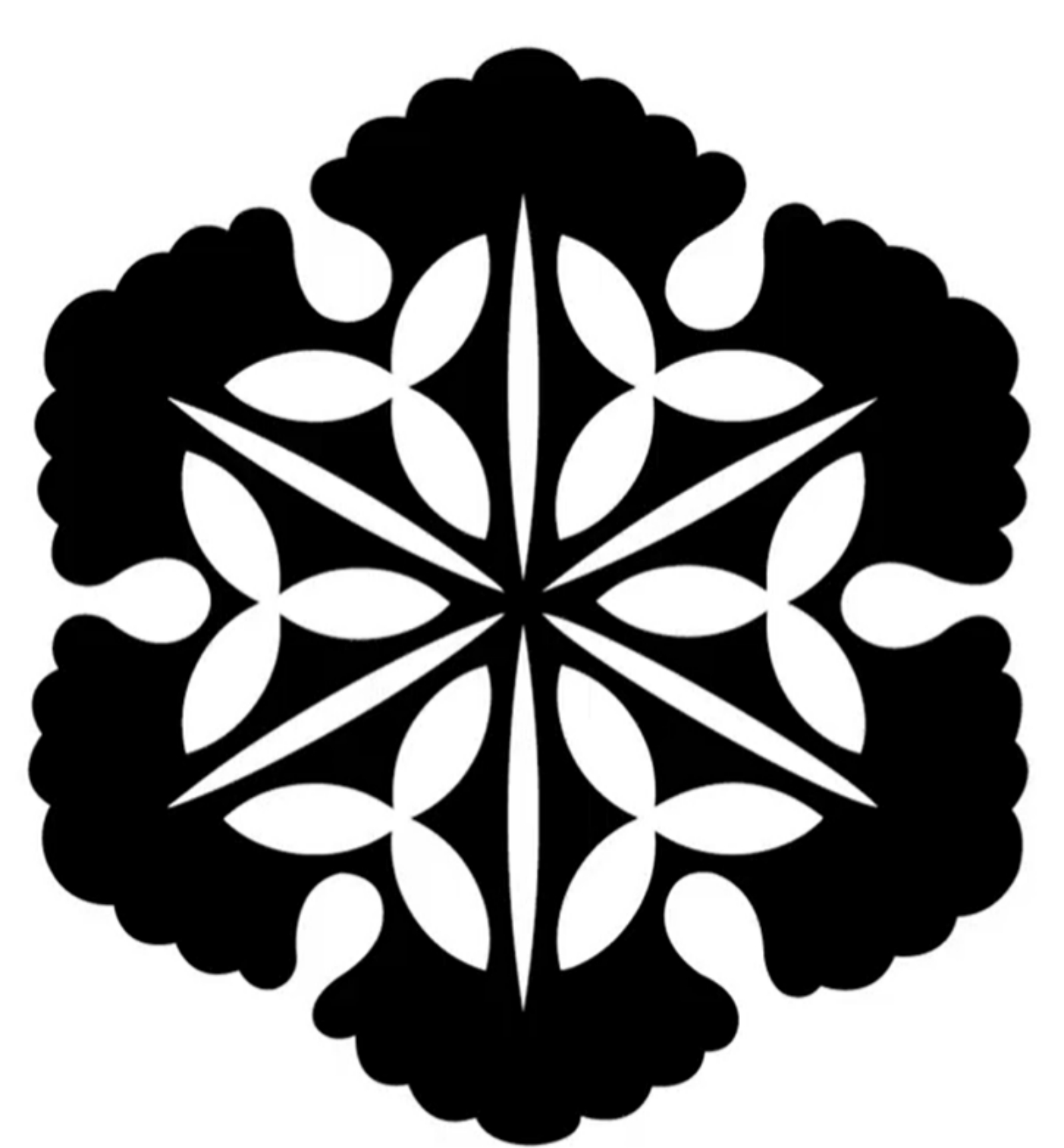
唐朝と日本融合雪輪
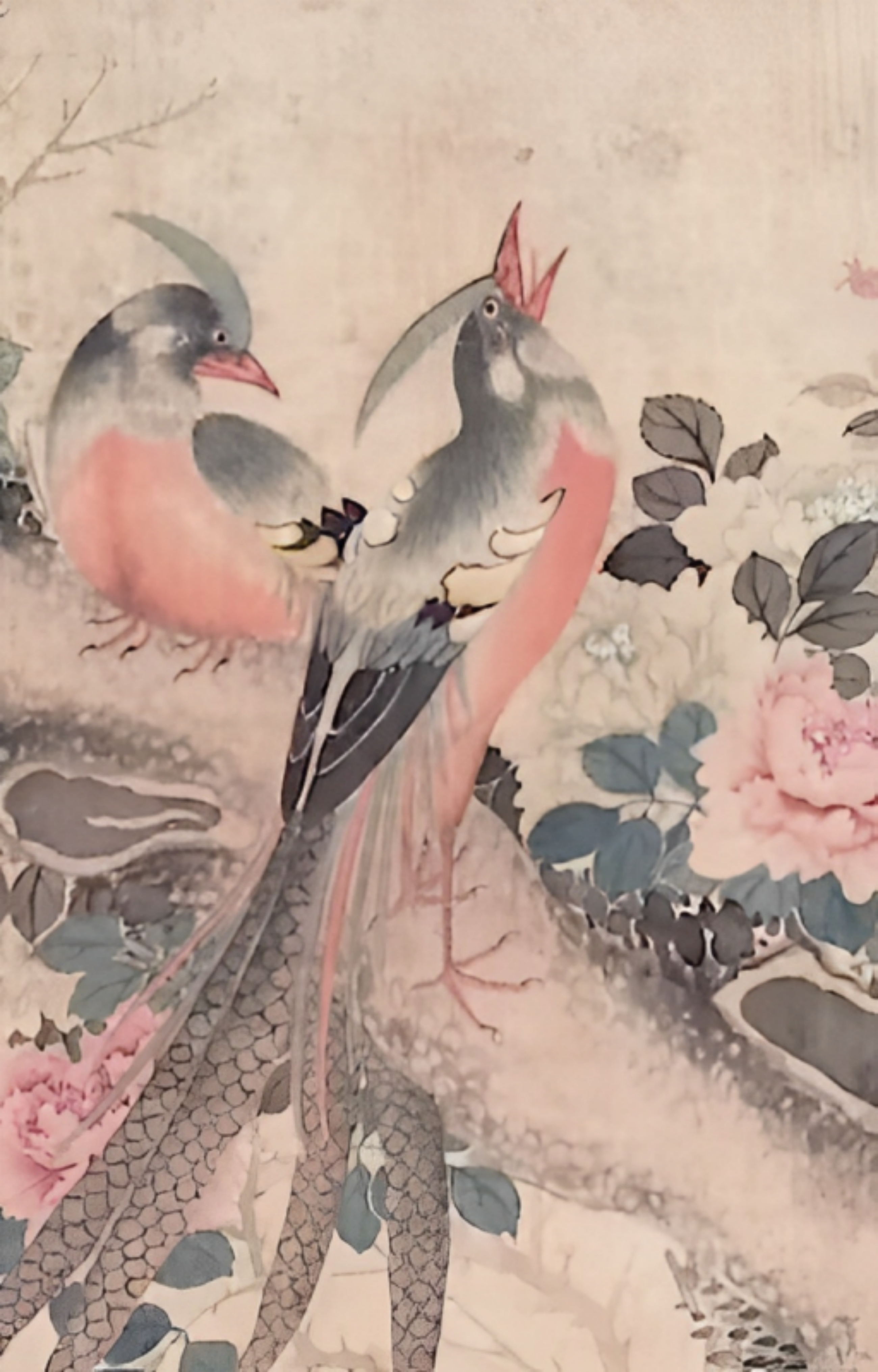
工筆画風の双鳥
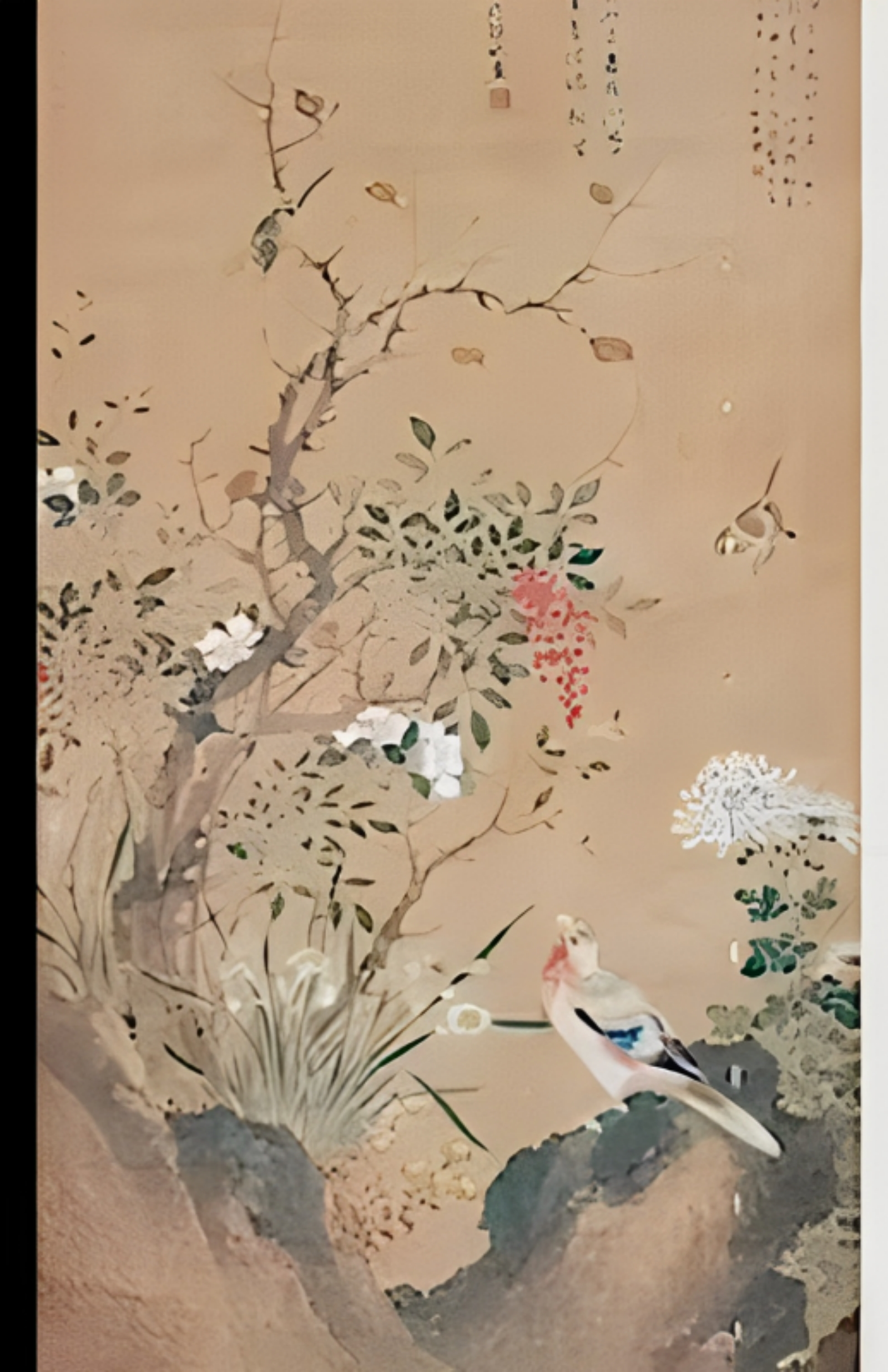
工筆画風の鳥と樹
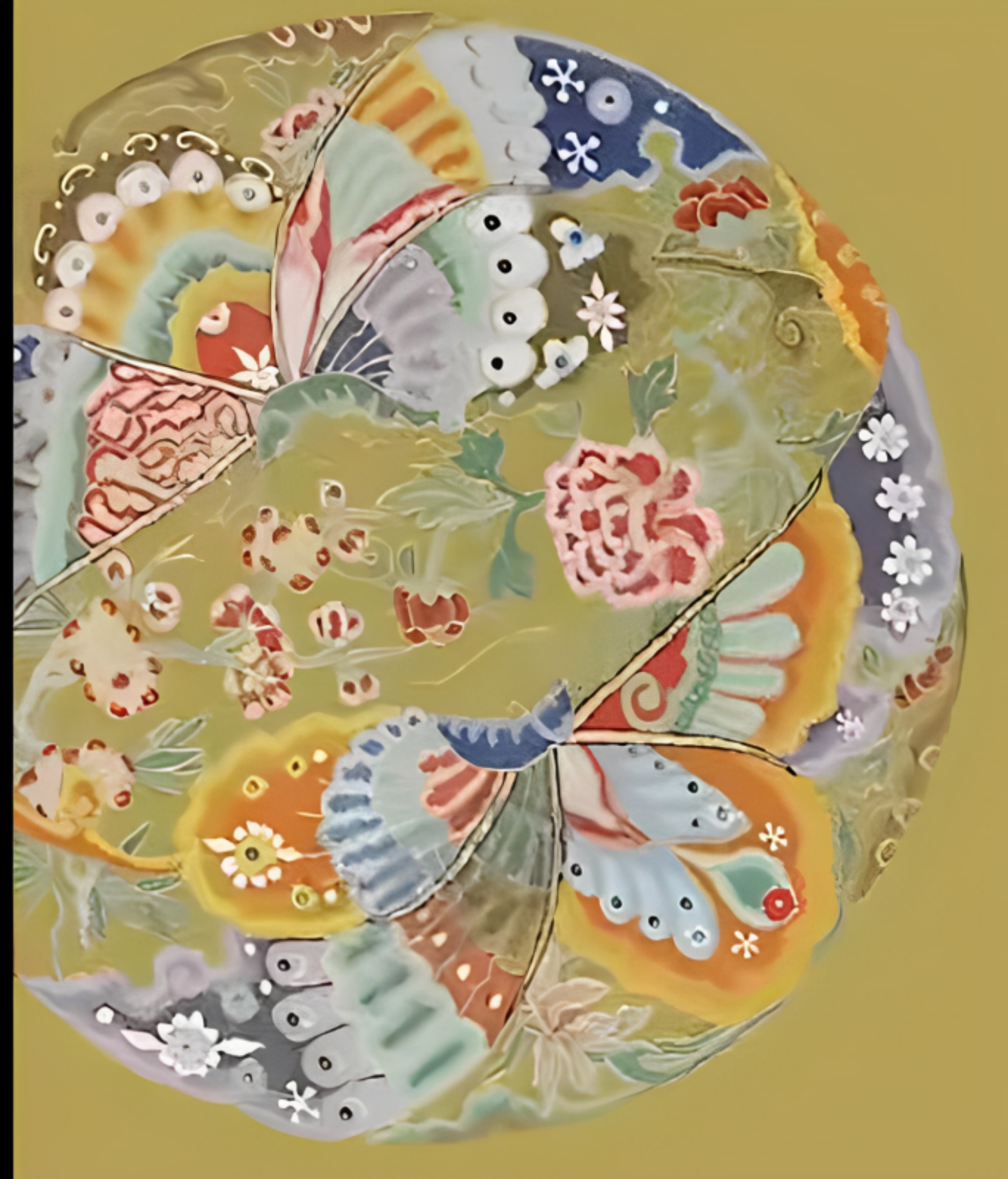
工筆画風の蝴蝶
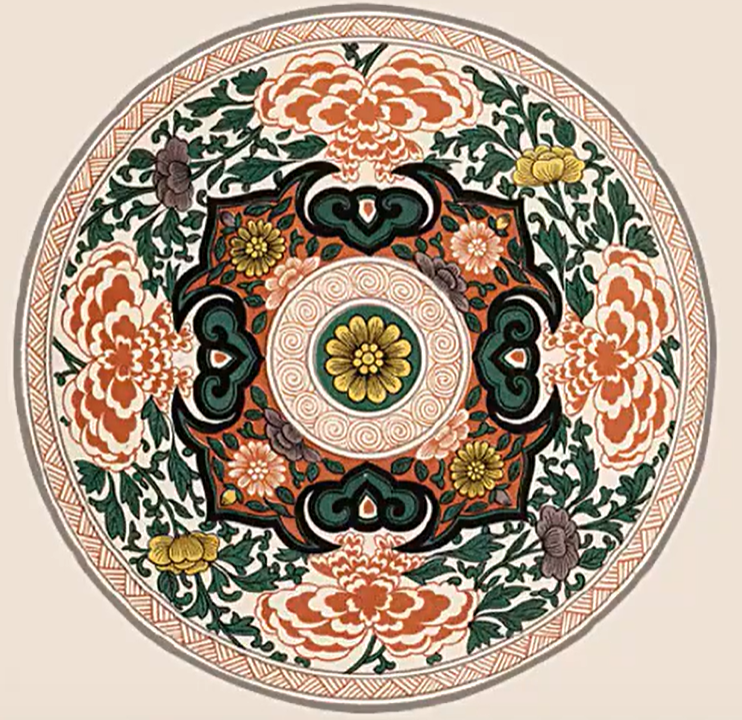
牡丹の筒
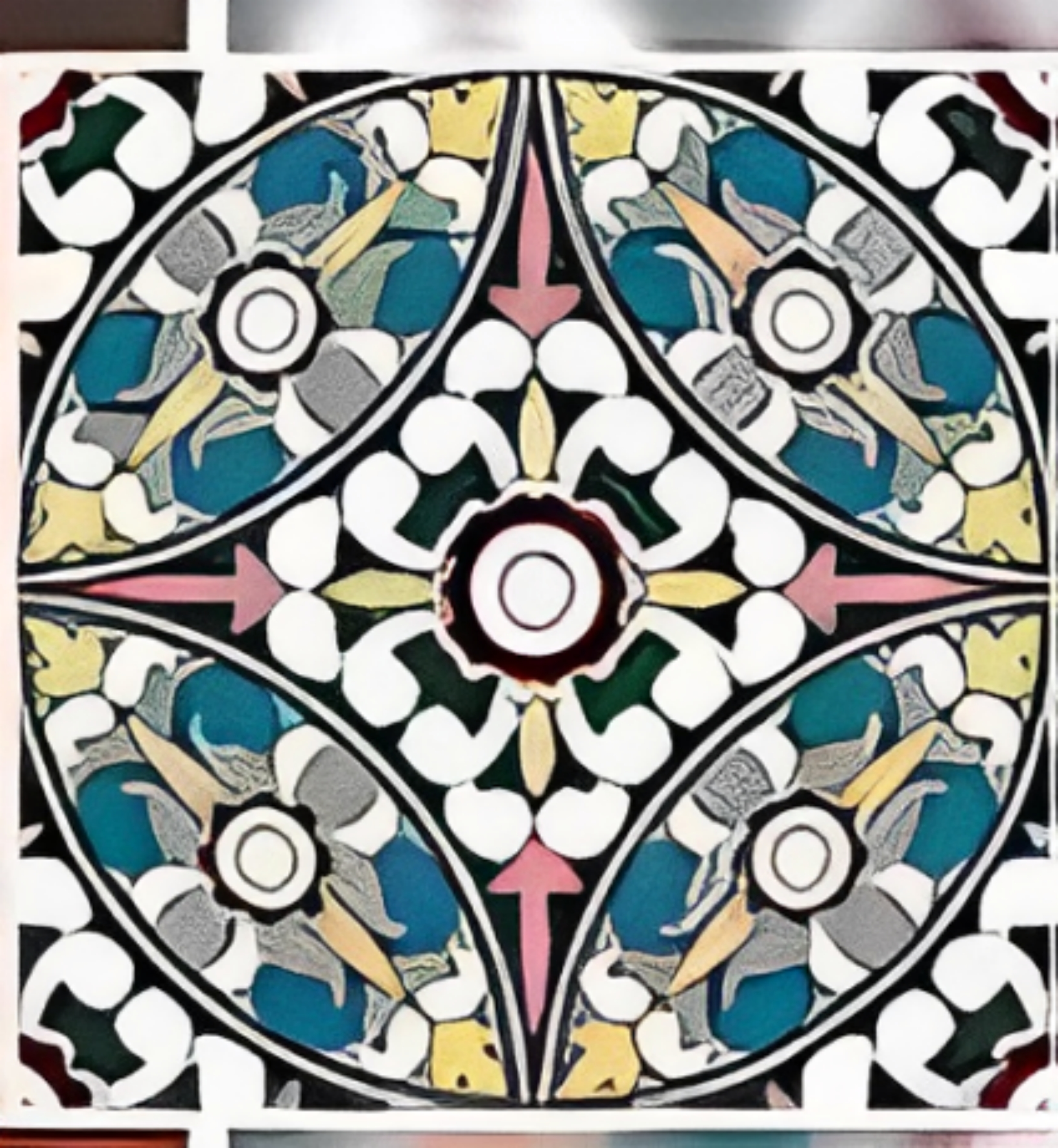
部落模様
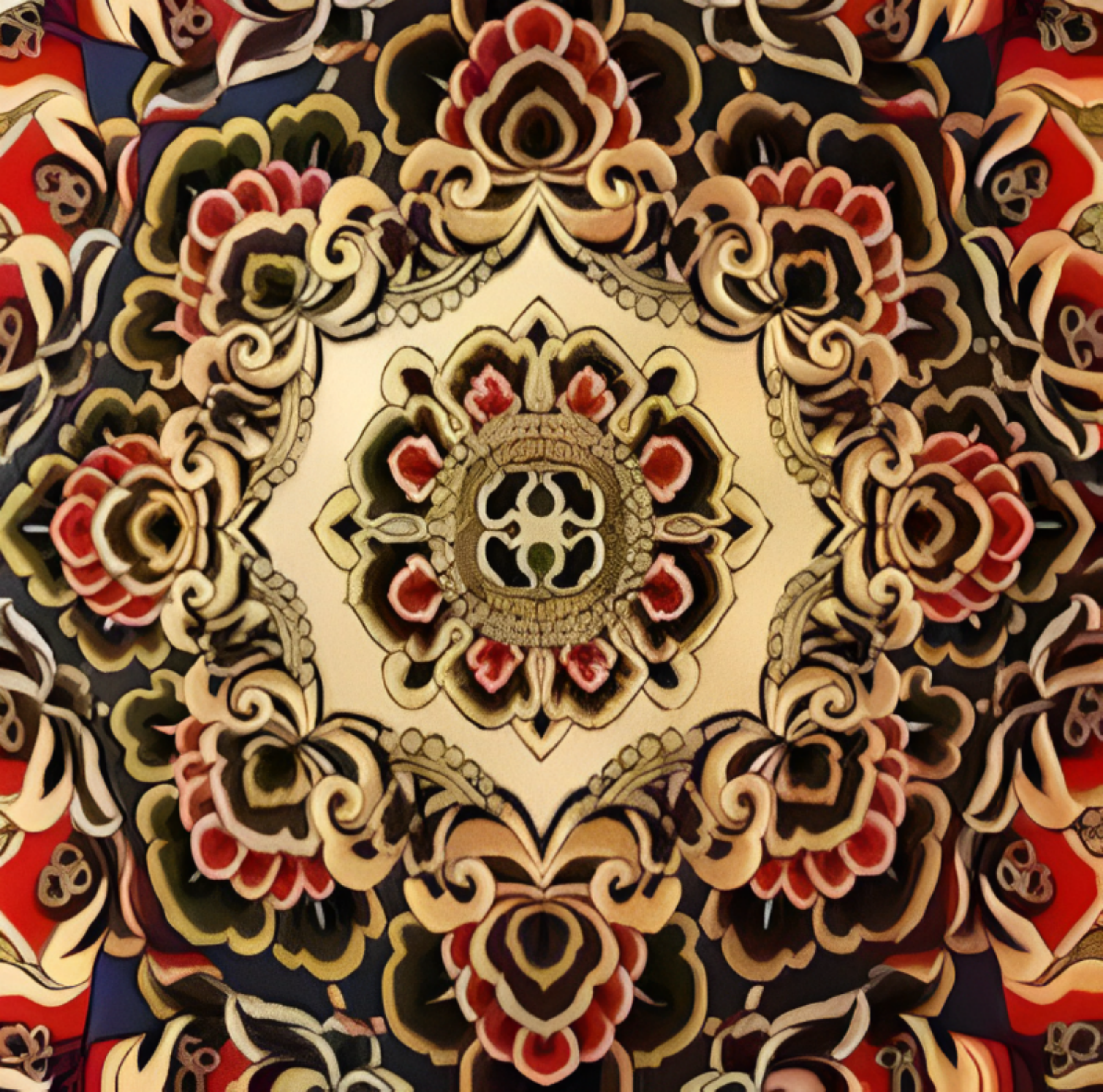
紅宝石
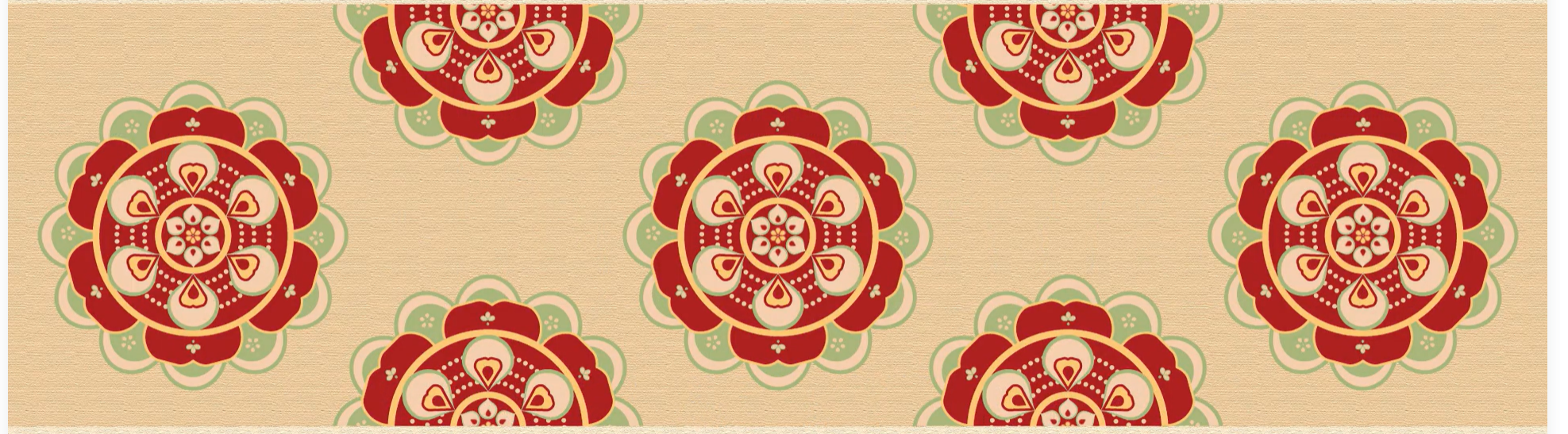
赤緑雪輪
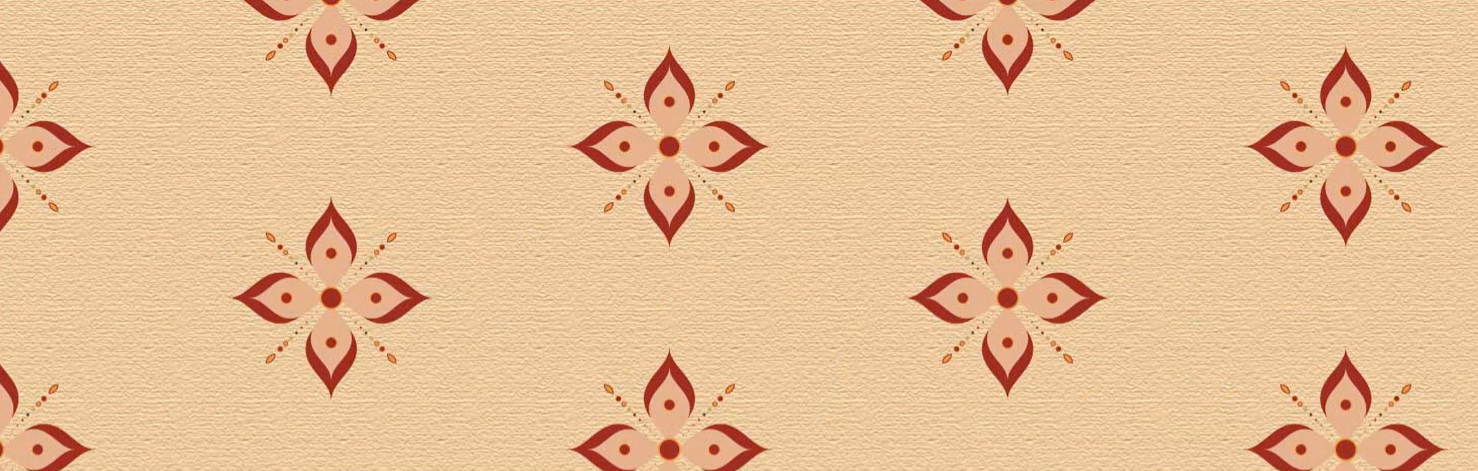
正四菱紋
樑柱赤緑
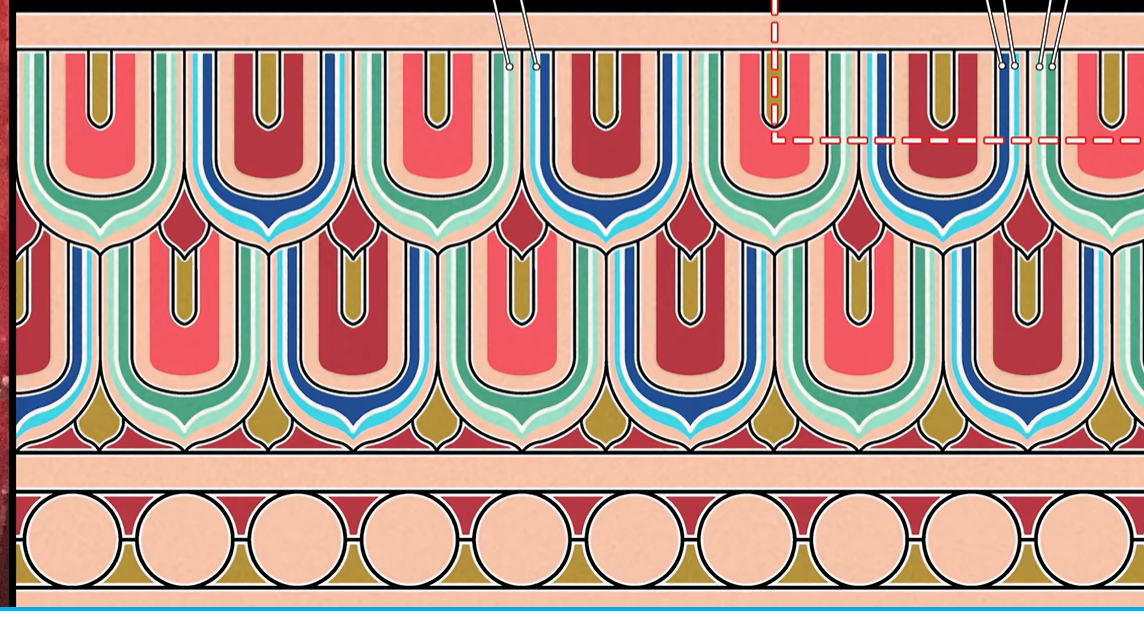
束の蓮
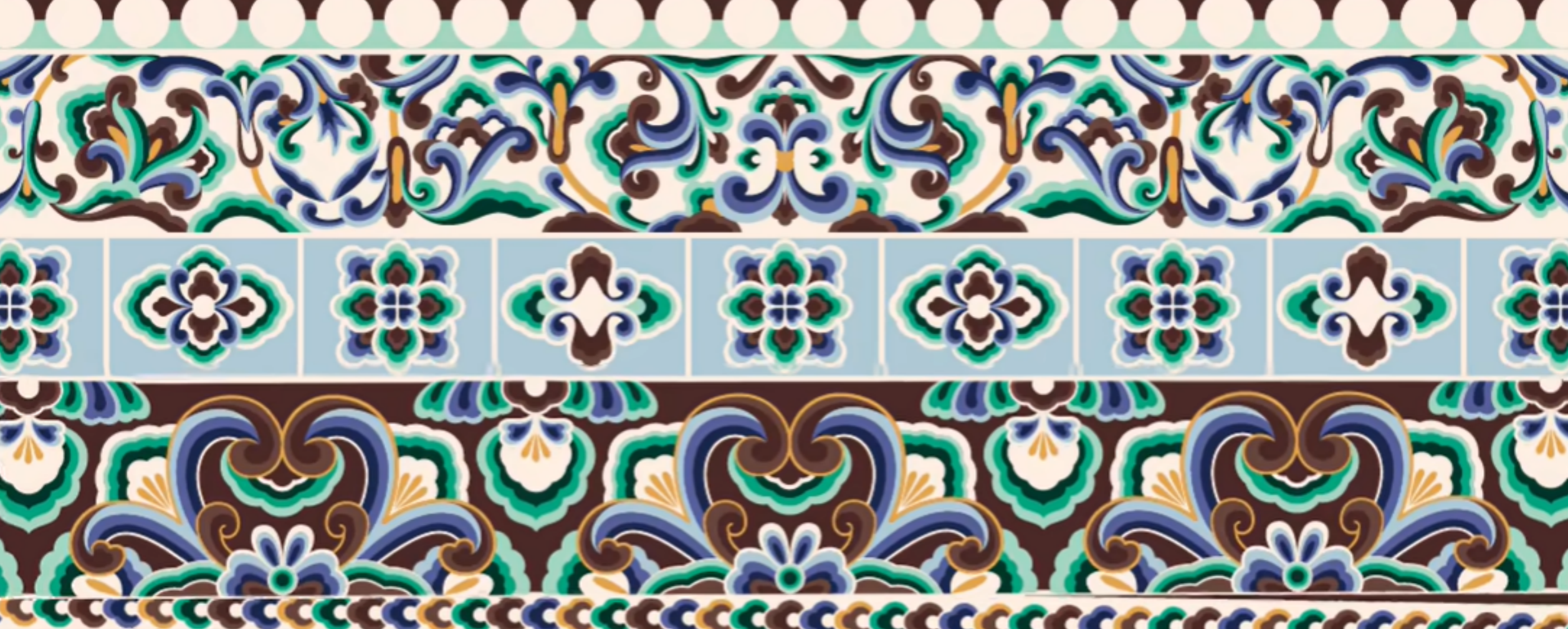
豪華紋
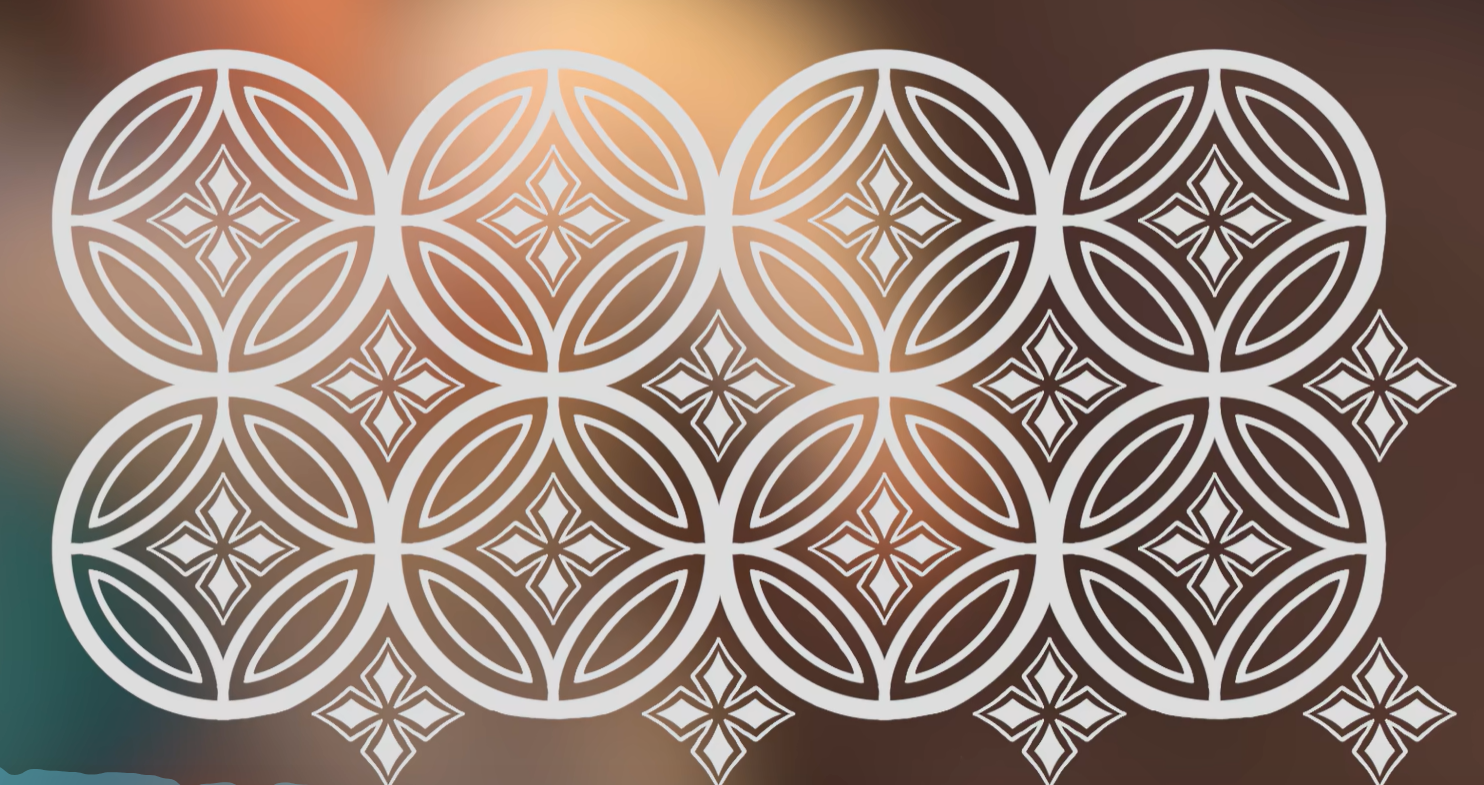
銅銭紋（交叉）
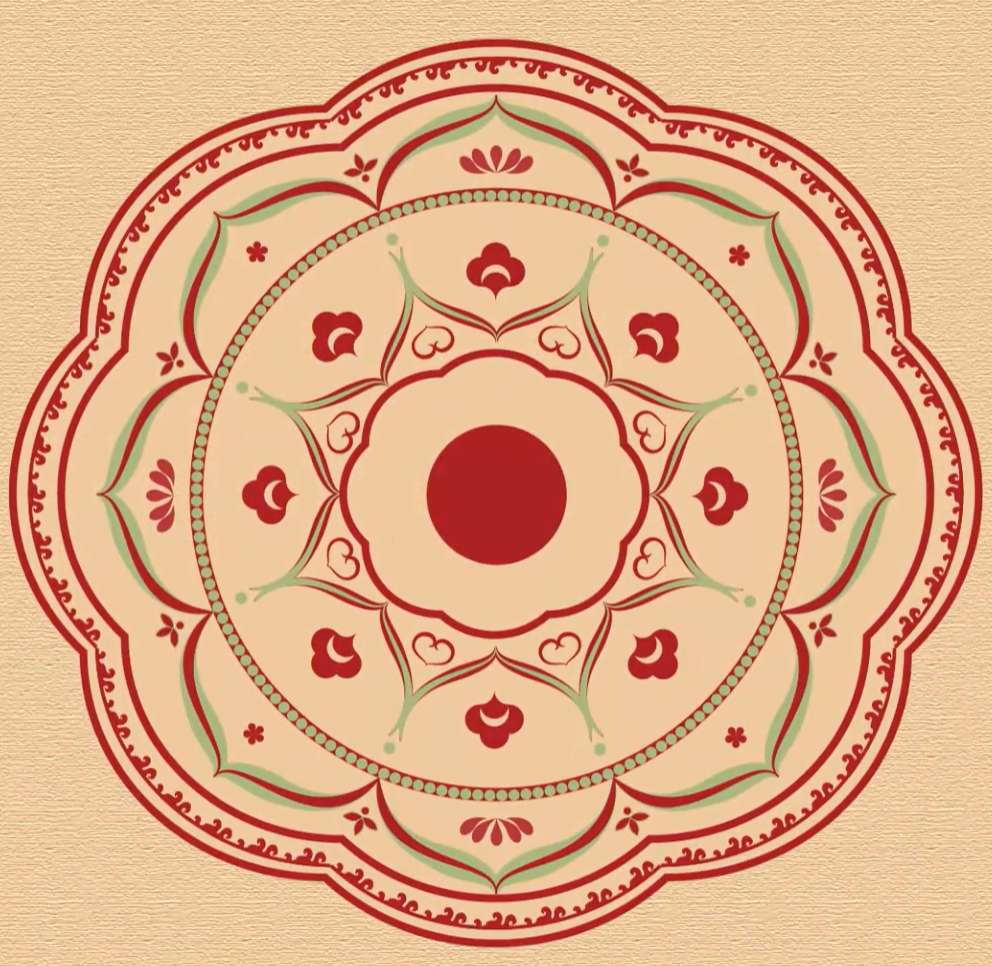
原住民と唐朝融合模様
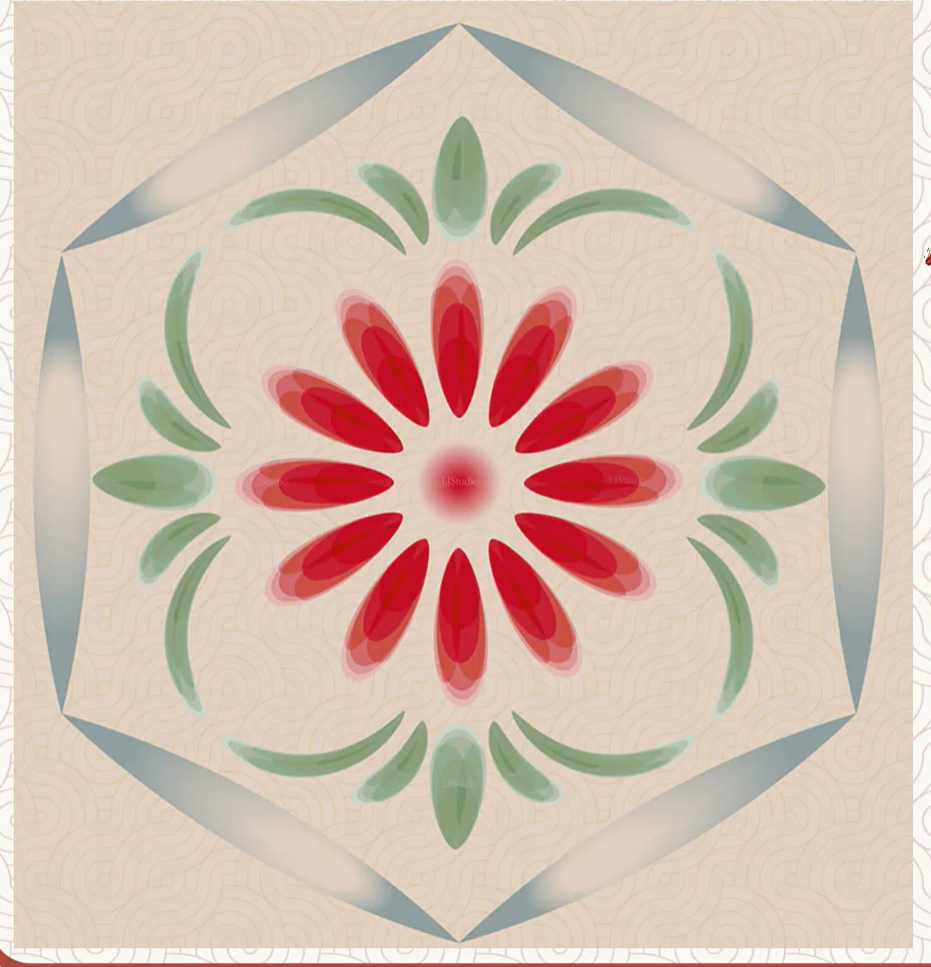
原住民と唐朝融合模様
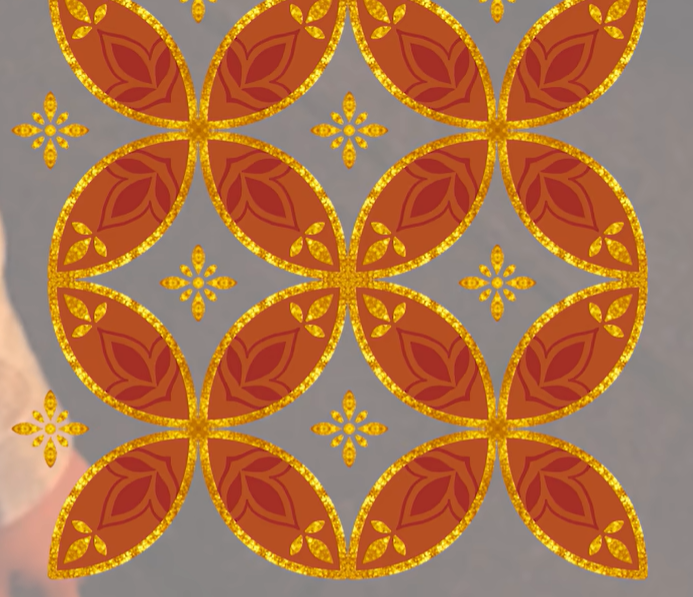
銅銭紋（断裂）
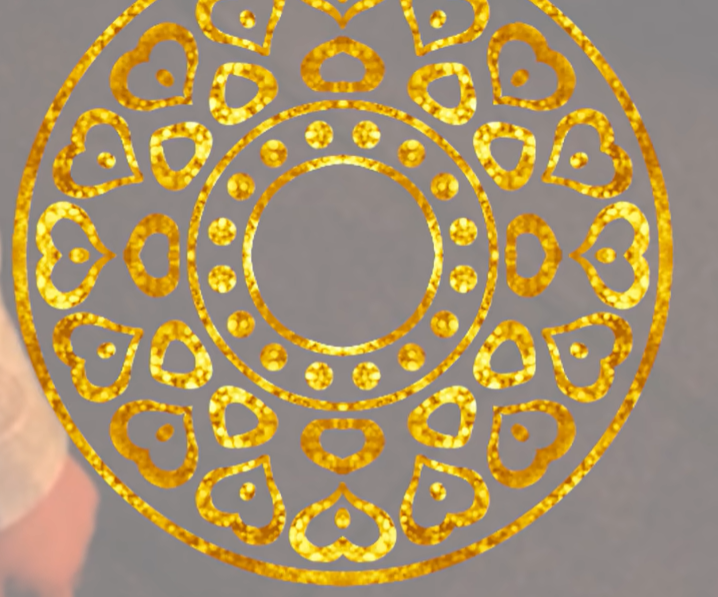
銅銭紋（客家と原住民融合）
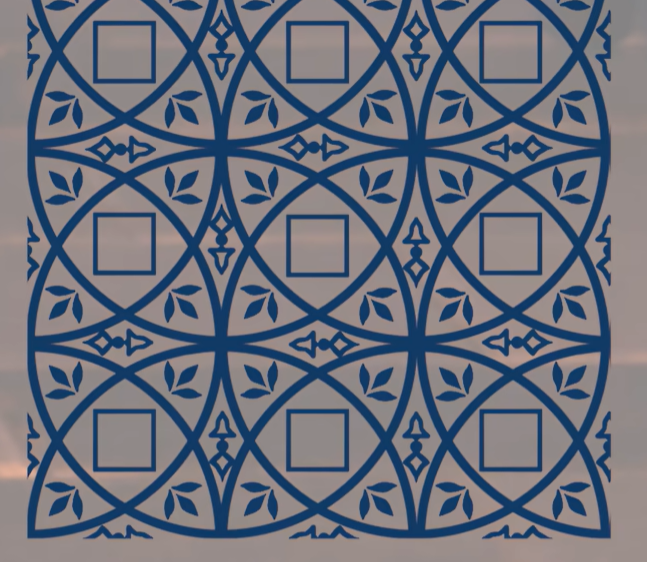
銅銭紋（西洋と日本融合）
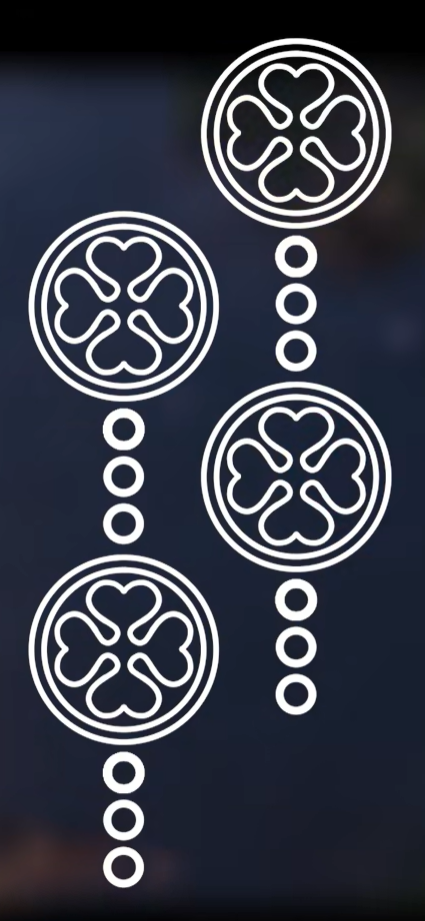
銅銭紋（豎）
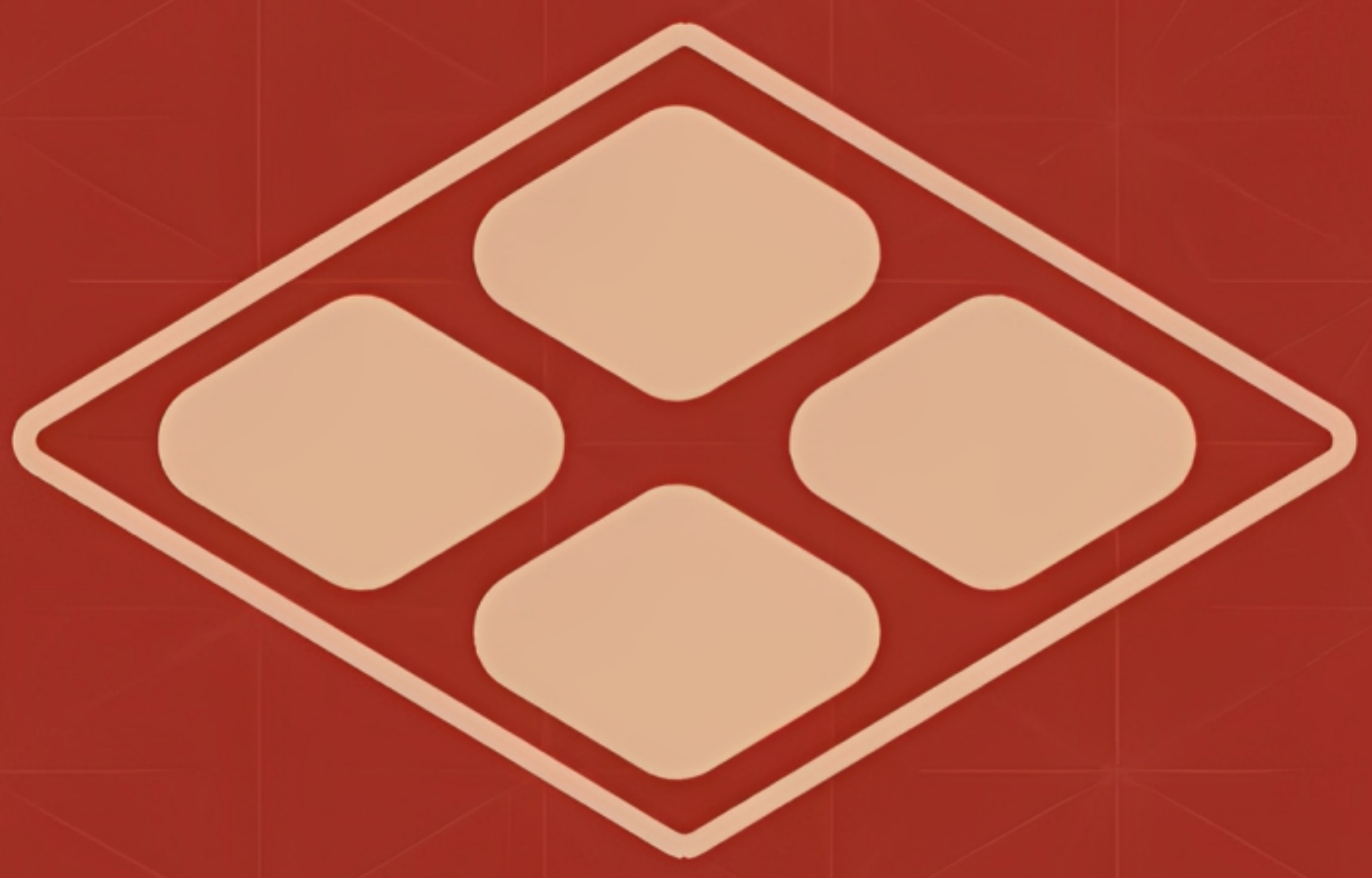
扁四菱
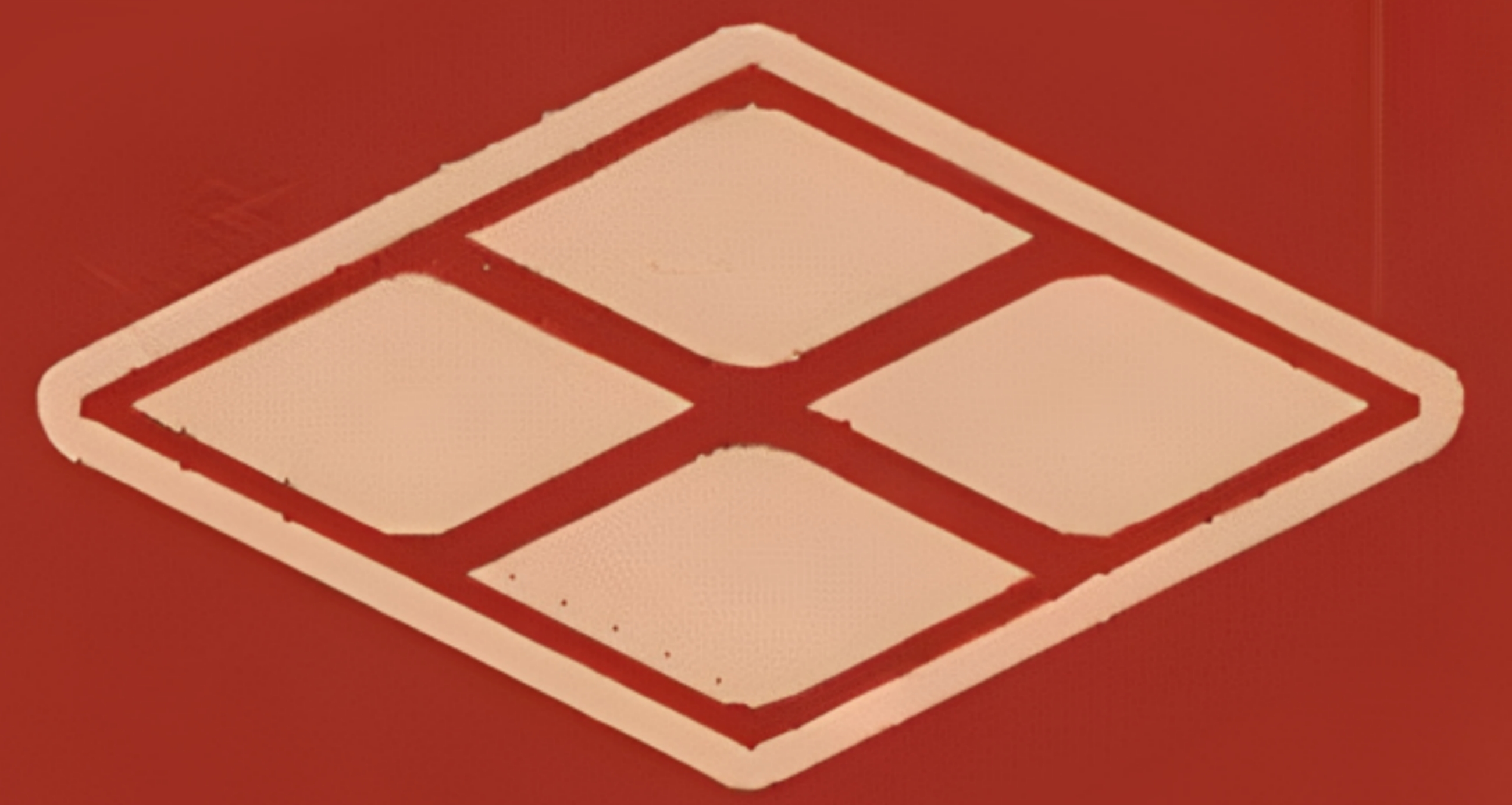
扁四菱

### 引用資料
1. ↑  客家委員會全球資訊網. “客家花布的符號消費與族群認同” (中国語). www.hakka.gov.tw. 2023年5月1日時点のオリジナルよりアーカイブ。2023年5月1日閲覧。
2. ↑  “別再叫我客家花布-台灣花布歷史3分鐘搞懂！” (中国語). www.laihao.com.tw. 2023年11月1日閲覧。
3. ↑  “花布時代─漫談臺灣花布的圖騰與美學”. www.sshcf.org.tw. 2023年5月1日閲覧。
4. ↑  “中華傳統民俗技藝團-客家花布”. www.mfa.org.tw. 2023年11月1日閲覧。
5. ↑  “客家花布產業發展之研究：以資源基礎的觀點”. 臺灣博碩士論文知識加值系統. 2023年5月3日時点のオリジナルよりアーカイブ。2023年5月1日閲覧。
6. ↑  “史上最多台灣傳統花布708款式蒐羅、最有系統的紋樣分類、最具脈絡的文化解讀！《花樣時代：台灣花布美學新視界》”. www.books.com.tw. 2023年5月4日時点のオリジナルよりアーカイブ。2023年5月1日閲覧。

### 関連書物
- 陳宗萍 (2012年10月). 花樣時代：台灣花布美學新視界. 臺灣: 遠流出版社. ISBN 9789573270645
- 吳清桂 (2010年3月). 台灣花布：收藏台灣最美麗的情感與記憶. 臺灣: 大塊文化出版股份有限公司. ISBN 9789862131718